# Isigny-sur-Mer
Isigny-sur-Mer é uma comuna francesa, localizada no departamento de Calvados, na região da Normandia, povoada por 3 656 habitantes. O seu gentílico é Isignais.

## Geografia
No fundo da Baía de Veys, Isigny é um importante centro de laticínios, conhecido por sua manteiga e creme AOC, bem como por seus queijos (Mimolette, Pont-l'évêque, Camembert DOP, trésor d'Isigny, etc.) fabricados na cooperativa "Isigny Sainte-Mère". Desde a segunda metade do século XX, a ostreicultura é amplamente desenvolvida nas proximidades, na Baía de Veys (Isigny-sur-Mer).
O território de Isigny-sur-Mer é limitado a oeste pelo Vire e ao norte pelo seu afluente final, o Aure, que banha a vila.
Isigny-sur-Mer é uma comuna que faz parte do Parque Natural Regional dos Pântanos do Cotentin e do Bessin.

## Toponímia
O nome da localidade é atestado na menção [William de] Ysini por volta de 1150, Esigny (sem data).
Ver Isigny-le-Buat.
Isigny se tornou "Isigny-sur-Mer" em 1924.

## História
A história de Isigny, uma vila de importância média, está intrinsecamente ligada à atividade econômica local. A industrialização do processamento de laticínios vem se desenvolvendo desde o início do século XIX. A dinastia dos Dupont d'Isigny cria várias fábricas, onde serão criados os famosos caramelos de Isigny. Então será a Cooperativa de Laticínios de Isigny, que ficará no topo da calçada. Ao mesmo tempo, feiras e mercados agrícolas farão de Isigny um renomado centro.

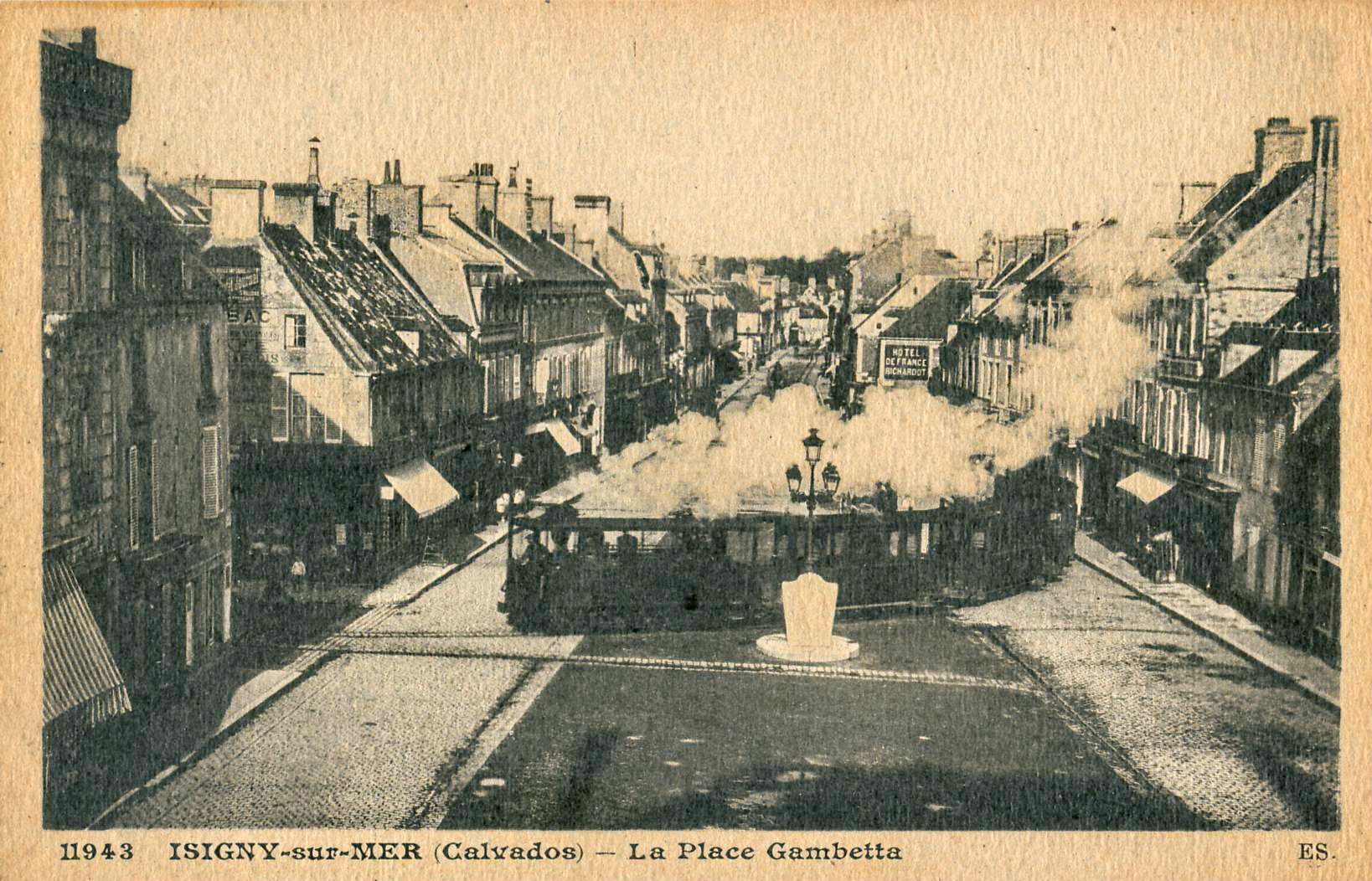
A cidade era servida pelo Chemin de fer de Calvados, uma companhia ferroviária secundária cujos trens corriam pelas ruas e praças da cidade.

O porto, muitas vezes esquecido, conhecia uma atividade importante: acolhendo a pequena cabotagem, permitiu manter e desenvolver atividades comerciais e industriais (importação de madeira do norte, exportação de manteiga e carvão da mina de Littry). A pesca teve um papel importante até o final da década de 1970 (pesca de mexilhão, o famoso "Caïeu d'Isigny" e cascos de pequenos barcos, os picoteux, armados por pescadores do distrito de Hogues).
A cidade de Isigny é a comuna original da família Walt Disney. O nome "d'Isigny" sendo ao longo de gerações transformado em Disney.
Em 1924, Isigny se tornou Isigny-sur-Mer.
Destruiu mais de 60% por duas ondas de projéteis em 8 de junho de 1944, Isigny foi quase inteiramente reconstruída. O General de Gaulle visitou seus habitantes em 14 de junho se 1944 e em 16 de junho de 1946.
Em 1 de janeiro de 2017, as comunas de Castilly, Isigny-sur-Mer, Neuilly-la-Forêt, Les Oubeaux e Vouilly fundem-se para formar a comuna nova de Isigny-sur-Mer por decreto da prefeitura de 13 de setembro de 2016. As comunas de Castilly, Isigny-sur-Mer, Neuilly-la-Forêt, Les Oubeaux e Vouilly se tornaram comunas delegadas e Isigny-sur-Mer é a sede da comuna nova.

## Política e administração

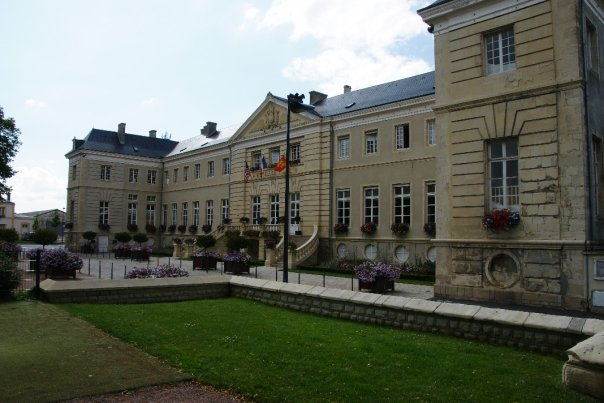
Prefeitura de Isigny-sur-Mer.

O conselho municipal é composto de sessenta e cinco conselheiros das cinco antigas comunas. Isigny-sur-Mer, Castilly, Isigny-sur-Mer, Neuilly-la-Forêt, Oubeaux e Vouilly.
A comuna pertence à Comunidade de Comunas Isigny Omaha Intercom criada em 1 de janeiro de 2017.

## Economia

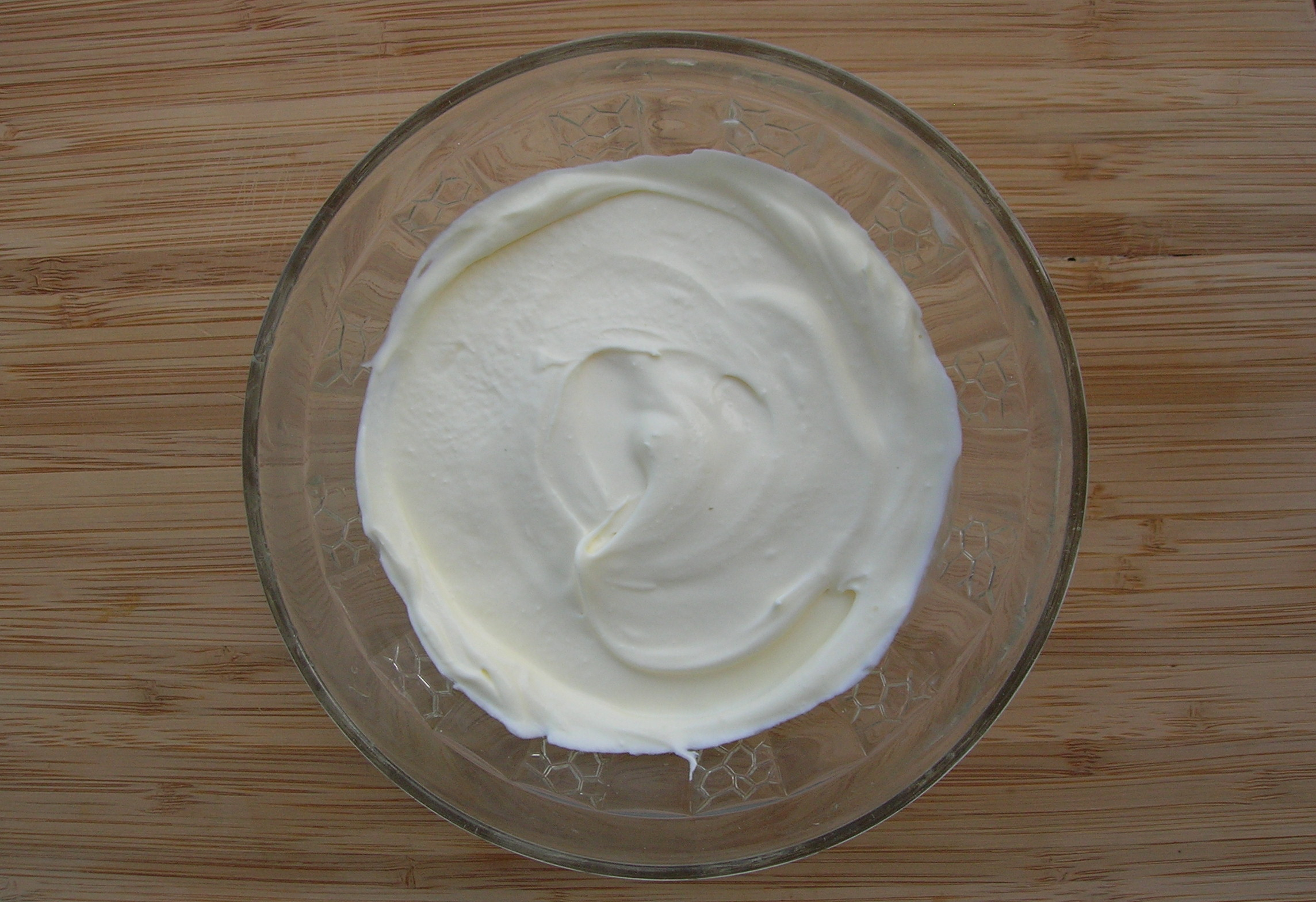
O creme de Isigny.

Isigny é famosa pelos produtos locais feitos a partir de leite, como manteiga e creme que se beneficiam de uma DOP  e caramelos. Várias empresas agro-alimentares fabricam esses produtos, incluindo Isigny-Sainte-Mère (manteiga e creme) e Dupont d'Isigny (caramelos).

## Cultura local e patrimônio

### Lugares e monumentos
- Igreja de Saint-Georges do século XIII.
- A prefeitura fica em um castelo do século XVIII, estilo Luís XVI.
- Capela Saint-Roch (século XVI).
- Castelo de Castilly, século XVIII, cercado por um jardim francês classificado quatro hectares e 1 200 metros de fossos.
- A igreja de Notre-Dame de Vouilly originária de uma capela sepulcral pertencente a um cemitério merovíngio no século VI. O edifício data atuais do século VIII, remodelada no XII, XIII. A igreja foi fortificada durante a Guerra dos Cem Anos.
- O castelo de Vouilly data do século XVII, jardins franceses.
- Igreja de Santa Maria Madalena do século XII de Les Oubeaux. O edifício original, com uma orientação clássica leste-oeste, tornou-se no XIX XIX o transepto de uma nave orientada norte-sul, com uma torre sineira.
- Fábrica de queijos em um local chamado Chevallerie aux Oubeaux.
- Castelo[5] do século XI da arquitetura normanda. Ele pertencia a Odo, irmão de Guilherme, o Conquistador.
- Igreja de Notre-Dame-de-l'Assomption de Neuilly-la-Forêt.
- O antigo aeroporto[6]: construído em 1944 pelo exército dos EUA, o campo de pouso de sua época (mais de 200 hectares) viu mais de 100 aviões estacionados em seu solo. Esses aviões tiveram um papel importante no bombardeio de Falaise-Argentan, onde havia muitos equipamentos e resistência alemães.
- Pedreiras (antiga fazenda da Resistência) em Neuilly-la-Forêt: Jean Picot mudou-se para a fazenda em setembro de 1939, recusou a humilhação da derrota e atendeu ao apelo do General de Gaulle. Ele rapidamente coloca sua fazenda à disposição dos prisioneiros e da resistência e realiza muitas missões. Após a libertação de Isigny-sur-Mer e das comunidades vizinhas, Jean Picot coloca sua fazenda à disposição do exército americano para missões perigosas atrás das linhas do inimigo. Jean Picot foi premiado com o Cruz de Guerra e a Medalha da Resistência. Grande parte da fazenda foi destruída durante a tempestade de 26 de dezembro de 1999.
- A capela Saint-Roch foi construída em 1514 por William Verdery de boa fé por ter salvado seu pai da praga[7]. Foi abandonado e restaurado em 1951 para acomodar obras de arte.

### Geminação
Isigny-sur-Mer é geminada com:
- Kingsbridge (Reino Unido) depois de 1961;
- Weilerbach (Alemanha) depois de 1986.

### Personalidades relacionadas à comuna
- Louis Énault (1824 a Isigny - 1900), jornalista e romancista.
- Jean Lion (nascido em 1933 em Isigny-sur-Mer), jogador de futebol profissional.
- Alain Hopquin (nascido em 1952), jogador de futebol profissional, residente em Isigny até sua partida para Lens.
- Jean-Noël Levavasseur (nascido em 1965), jornalista e escritor, cresceu em Isigny-sur-Mer.
- Stéphane Allagnon (nascido em 1967), diretor de cinema, cresceu em Isigny-sur-Mer.
- Os ancestrais de Walt Disney foram estabelecidos nesta vila antes de partir para a Inglaterra; Disney - pronunciado /ˈdɪzni/ - também é a anglicização de d'Isigny. Um baixo-relevo nos parques de diversões Castelo da Bela Adormecida e a bandeira tremulando no castelo eólico dos filmes genéricos da Disney são o brasão desses ancestrais. Essa descoberta foi feita pelos arautos quando Walt Disney quis adicionar um emblema a esses castelos[8].